# Johan uden land (film)
Johan uden land er en dansk kortfilm fra 1971 instrueret af Peter Johannes Erichsen.

## Handling
En person af udseende som en bolighaj drøner ned i en grusgrav og drømmer en lang dum drøm. Da han vågner, begraver han det lig, han kom med.

## Medvirkende
- Gotha Andersen
- Per Bentzon
- Yvonne Ingdal
- Kaj Robert
- Mette von Kohl